# Laura More
Pour les articles homonymes, voir Laura et More.
Laura More, née le 11 mai 1976 à Madrid, est une actrice, mannequin et présentatrice espagnole.

## Biographie
En 2007, Laura More se fait connaître pour son rôle de Raquel Noriega dans la série C.L.A. No somos ángeles (es), et en 2010 pour son rôle de Claudia dans la série Sexo en Chueca.com.

## Filmographie
- 2003 : Luna negra (série télévisée) : Pilar
- 2005 : Obsesión (série télévisée) : Sofía (4 épisodes)
- 2005 : Al filo de la ley (série télévisée)
- 2005 : El hombre que no mató a Liberty Valance (court métrage)
- 2006 : Los simuladores (série télévisée) : Mujer guapa que habla
- 2007 : C.L.A. No somos ángeles (es) (série télévisée) : Raquel Noriega (65 épisodes)
- 2007 : Génesis, en la mente del asesino (série télévisée) : Eva
- 2007 : Brainiac (série télévisée) : Kill Laura
- 2007 : La notte eterna del coniglio
- 2009 : Hospital Central (série télévisée) : Silvia
- 2010 : Sexo en Chueca.com (série télévisée) : Claudia (12 épisodes)
- 2012 : La cripta
- 2012 : Con el culo al aire (série télévisée)
- 2012 : Holden (court métrage) : Silvia
- 2013 : The Return of Elias Urquijo : Aurora
- 2013 : The Blue Dress (court métrage) : la mère